# Château de Luynes
El château de Luynes es un antiguo castillo fortificado, del siglo XI, varias veces reconstruido y remodelado, que se encuentra en la comuna francesa de Luynes en el departamento de Indre-et-Loire, en la región Centre-Val de Loire.
Está catalogado como monumento histórico .

## Ubicación
Está construido, aguas abajo de Tours, sobre un promontorio rocoso que domina el valle del Loira, en el municipio de Luynes, en el departamento francés de Indre-et-Loire. Supervisó el tráfico en el Loira y su valle.

## Histórico
La fortaleza perteneció originalmente a la casa de Maillé desde el siglo X. 
Una primera fortaleza fue construida en el siglo XI, y destruida por el conde de Anjou en 1096, fue reconstruida a principios del siglo XII por el Señor de Maillé. Durante la Guerra de los Cien Años, desempeñó un papel militar importante.
A la muerte del barón François de Maillé en 1501, sin descendencia masculina, el feudo pasó a la línea femenina de Laval, ligada a la casa de Montmorency. El 17 de junio de 1578, Jean de Laval, barón de Maillé, fue elevado al rango de conde de Maillé, pero el linaje desapareció en 1590. El castillo fue luego vendido el 3 de agosto de 1619 a Charles d'Albert.
Desde entonces, el castillo es propiedad de la familia Albert de Luynes.
La fortaleza medieval original fue transformada varias veces, en el siglo XV las torres principales fueron remodeladas con la apertura de ventanas. El muro sur se sustituyó por un patio aterrazado en el siglo XVII, se construyó un pabellón detrás de la torre sureste.

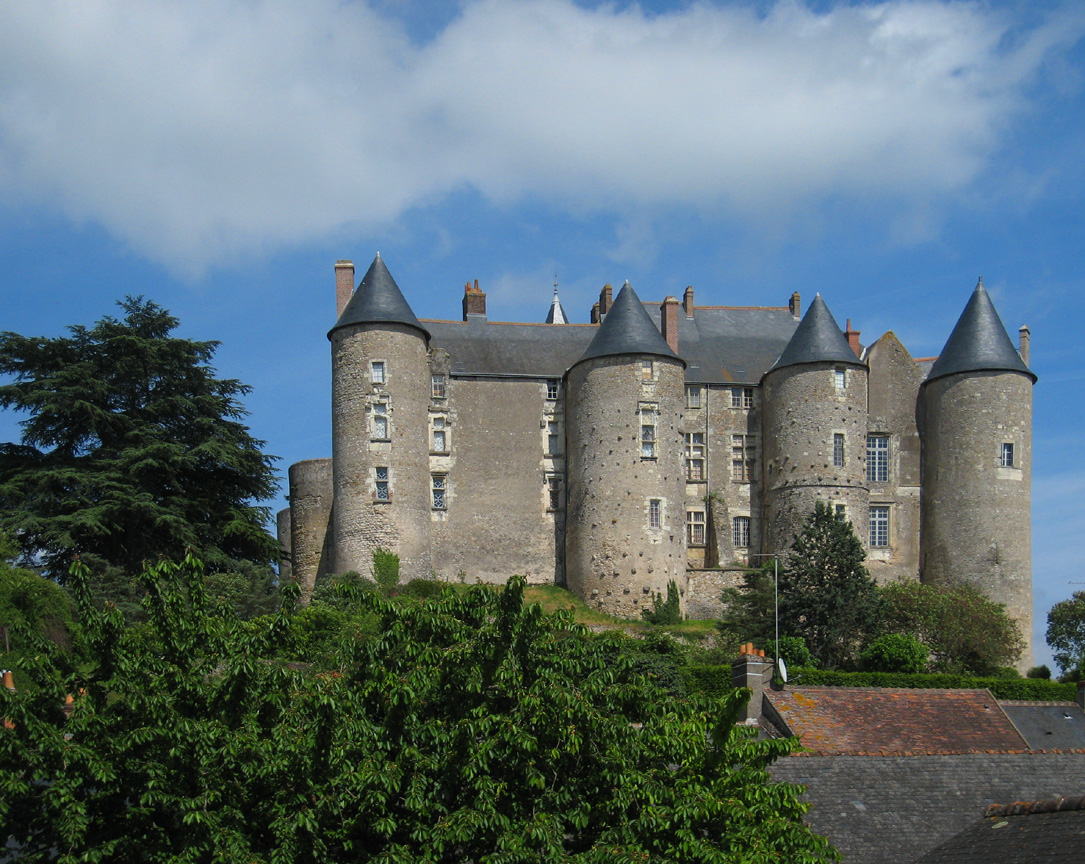
vista oeste.
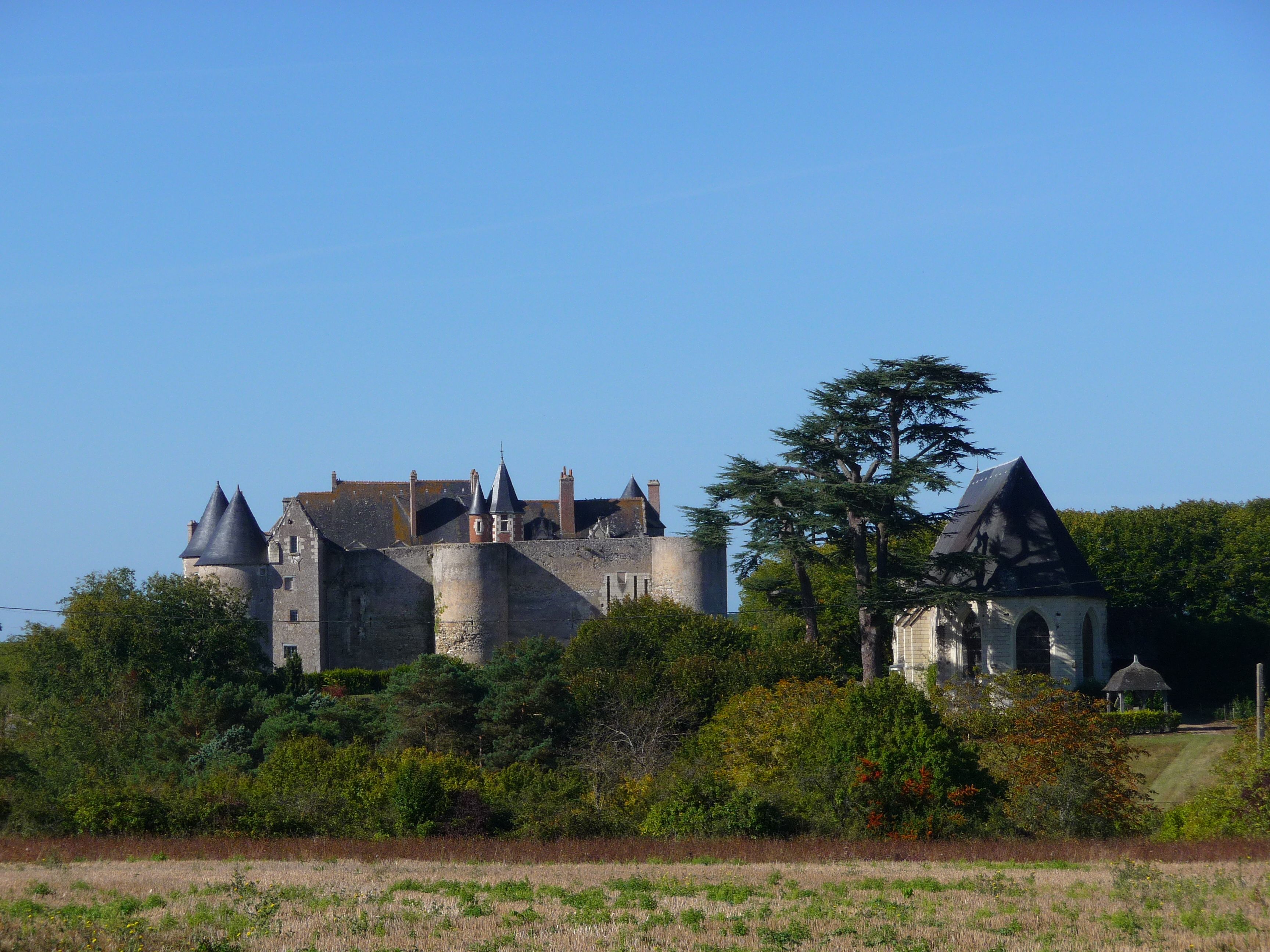
Castillo y capilla, vista desde el este.
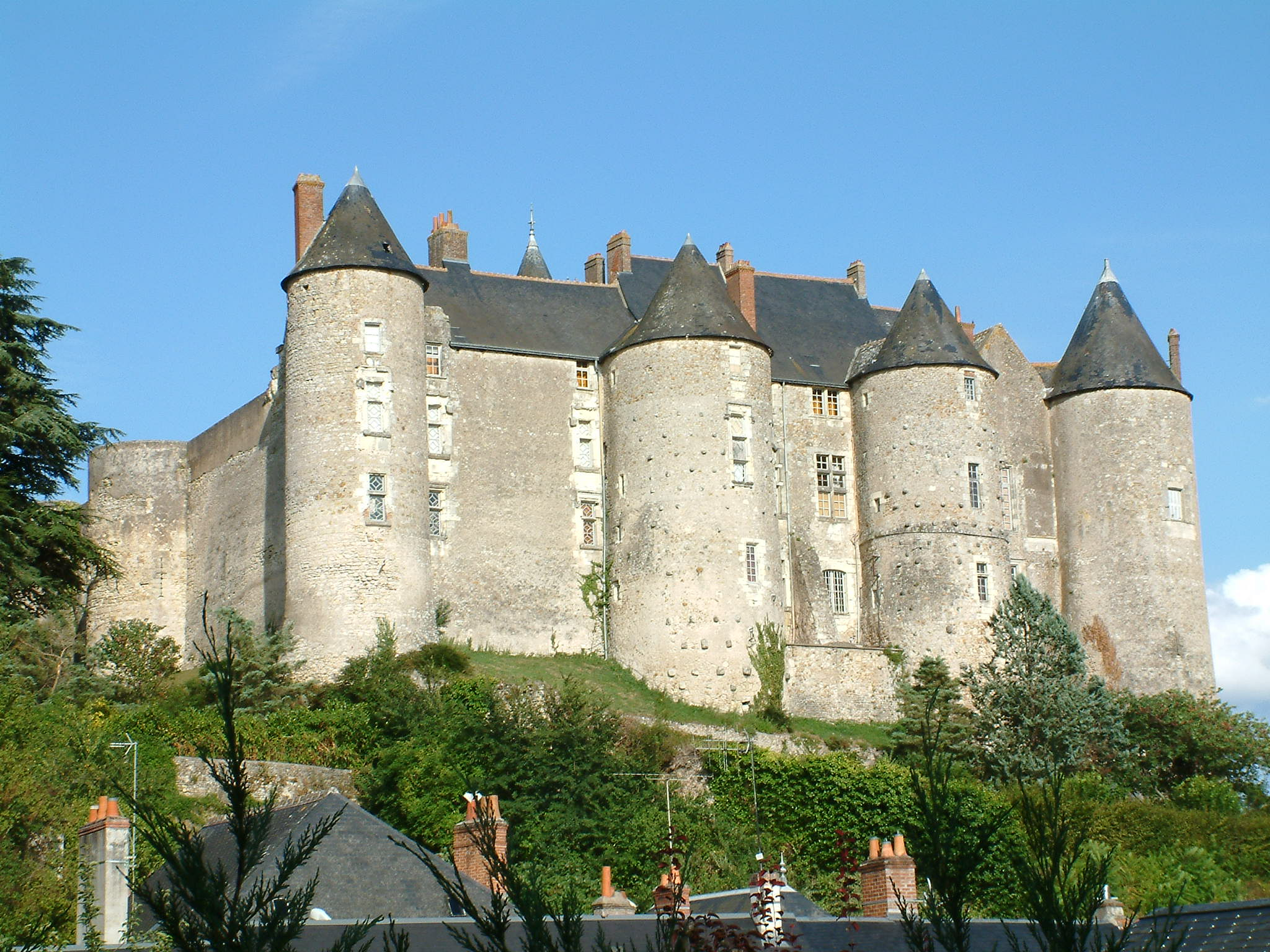
vista oeste.
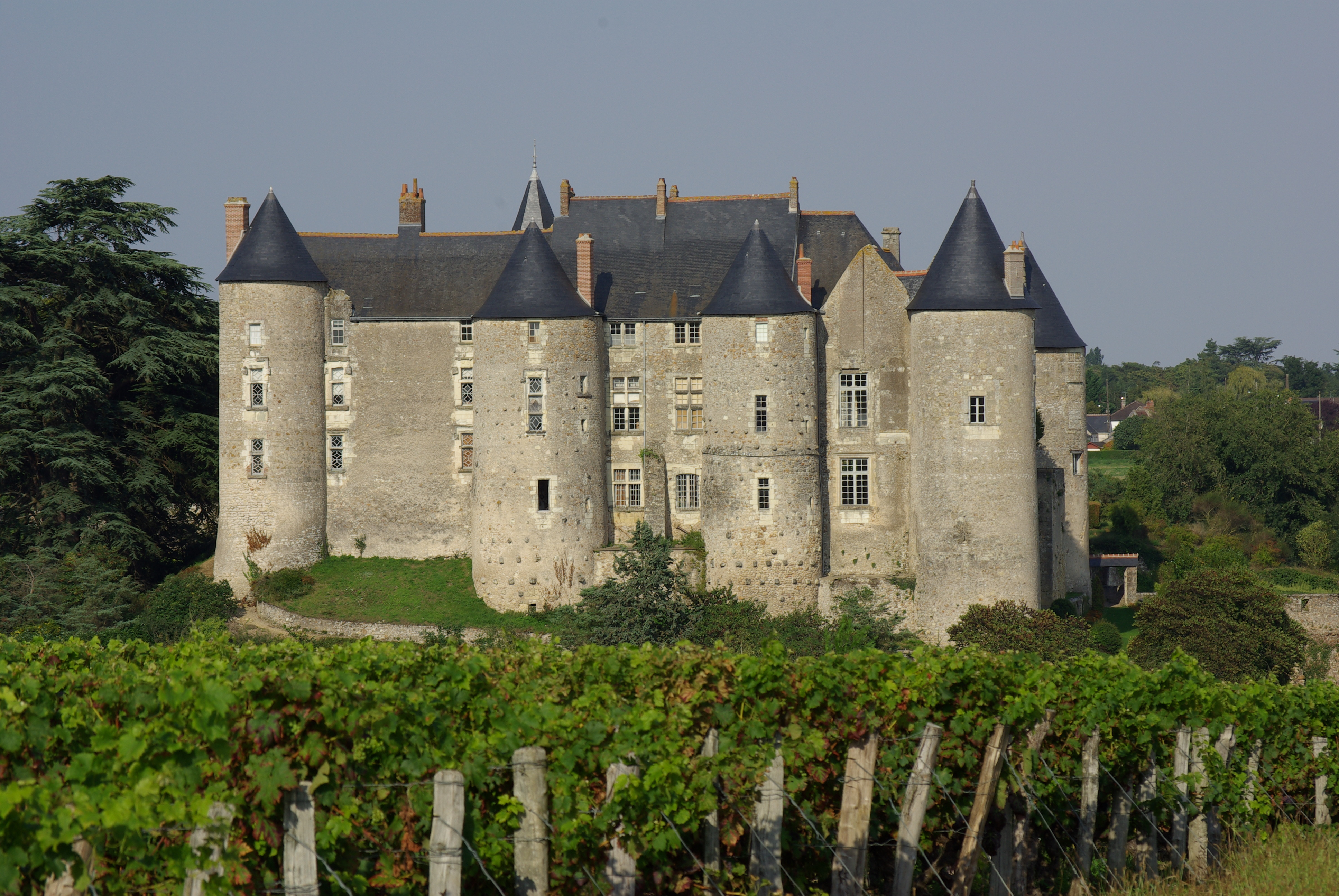
vista oeste.
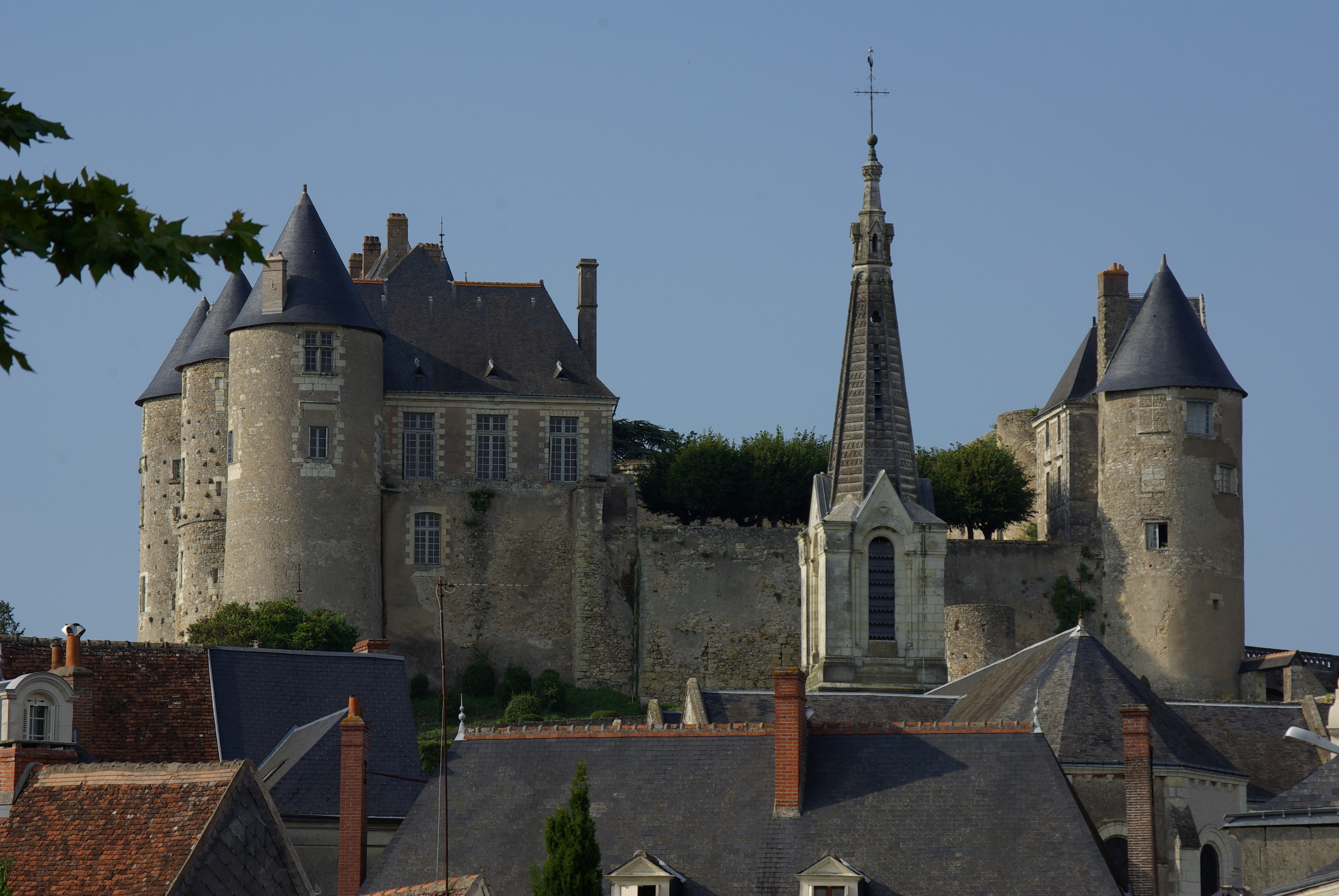
vista sur.
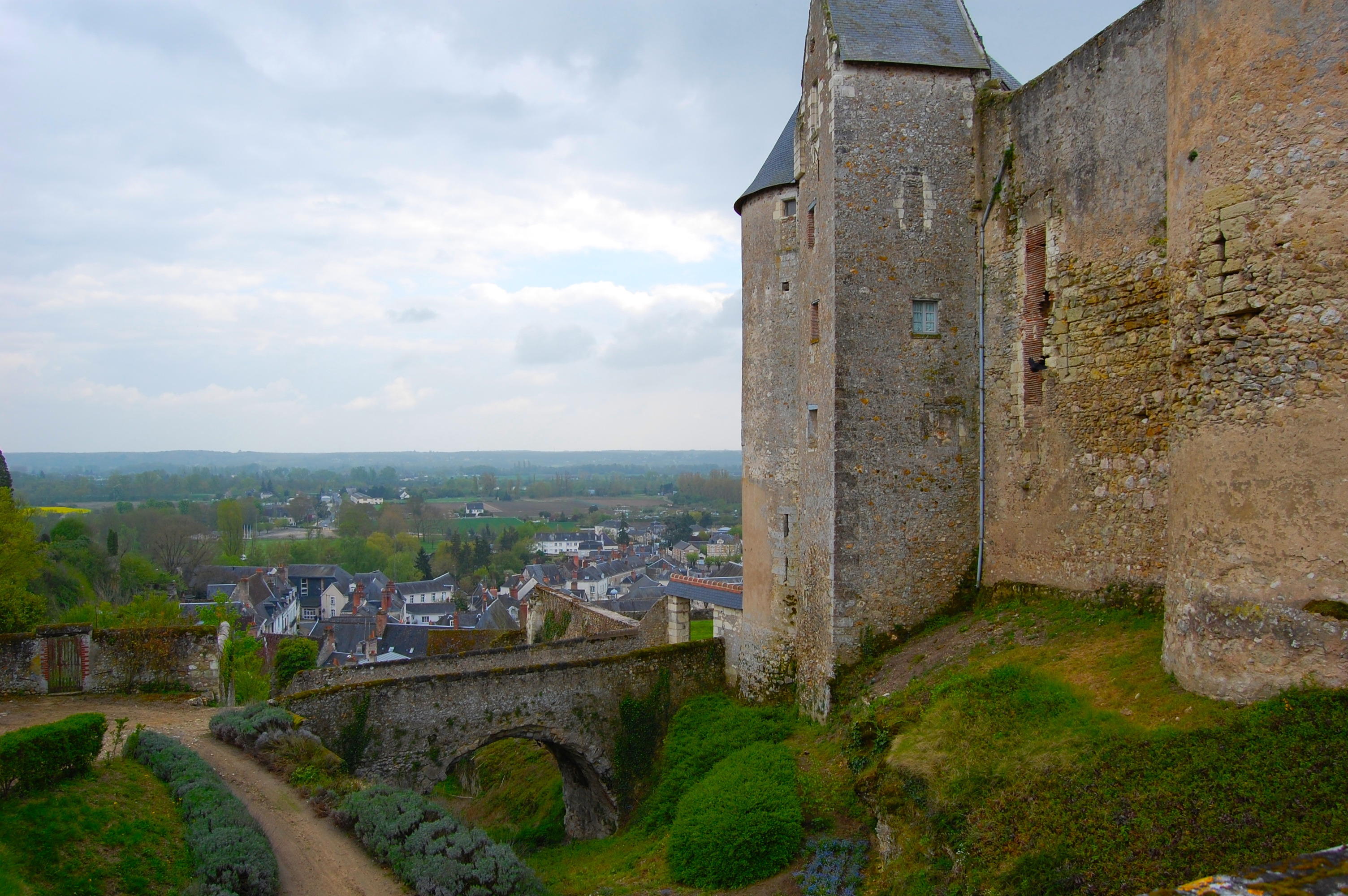
Vista del foso al este.
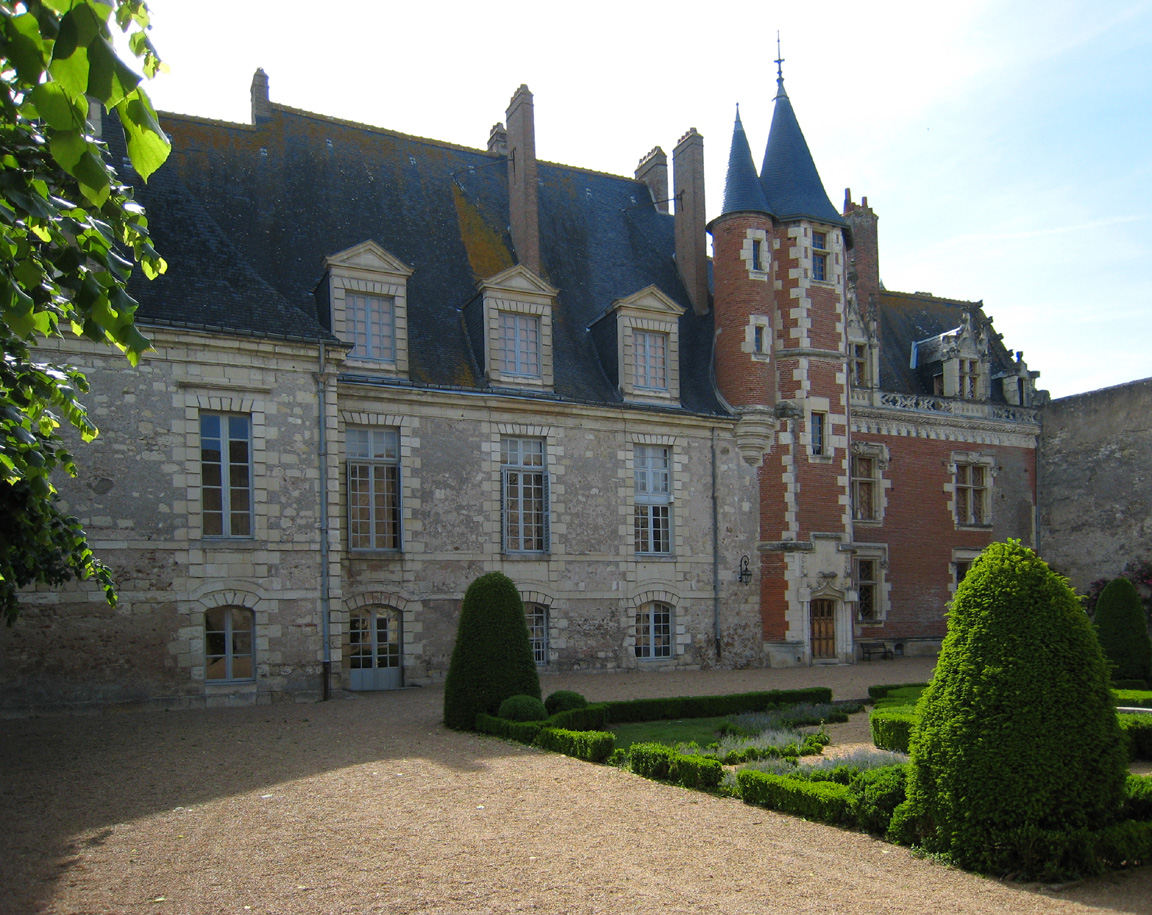
Vista del patio interior.

## Protección de los monumentos históricos
Fue objeto de un registro como monumento histórico por orden del 17 de julio de 1926.